# جوليان دي بروين كوبس
جوليان دي بروين كوبس (1862 - 1942) مهندس معماري في سافانا، جورجيا. وذُكرت العديد من أعماله في السجل الوطني للأماكن التاريخية.
ولد في سبارتانبورغ، كارولاينا الجنوبية. درس الهندسة المعمارية والهندسة المدنية في ليهاي وجامعة جورجيا. في 1892 كان هو مساعد مهندس المدينة في سافانا. وبحلول عام 1905 كان المهندس المعماري المشرف على مدينة سافانا. توفي في أتلانتا.

## العمل
- مقعد اوجليثور (1906)[7]

- محكمة مقاطعة كامدن (جورجيا) (1928) المدرجة في السجل الوطني للأماكن التاريخية
- مكتبة كارنيجي الملونة (1915) المدرجة في السجل الوطني للأماكن التاريخية
- لوتون الكنيسة المعمدانية (1911) في إستيل, كارولينا الجنوبية المدرجة في السجل الوطني للأماكن التاريخية[8]

## اقرأ المزيد
- Herringshaw's American Blue-Book of Biography; Prominent Americans

## روابط إضافية
- Findagrave entry